# Piazza Tiradentes
La Piazza Tiradentes (in portoghese: Praça Tiradentes) è uno slargo che si trova nel quartiere Centro della città di Rio de Janeiro, in Brasile.

## Storia

### Secoli XVII e XVIII
La piazza ebbe origine nel diciassettesimo secolo, dopo lo sventramento del Campo de São Domingos. Inizialmente lo slargo si chiamava Rossio Grande, in riferimento al Largo do Rossio di Lisbona, e in seguito fu chiamato Campo dos Ciganos, poiché era occupato dalle tende dei gitani.
A partire dal 1747, con la costruzione della chiesa di Nostra Signora di Lampedusa, finì con l'essere conosciuta come Campo da Lampadosa. Alla fine del diciottesimo secolo, l'allora presidente del Senato, Antônio Petra de Bittencourt, fece innalzare un palazzetto di fronte alla piazza.

### XIX secolo

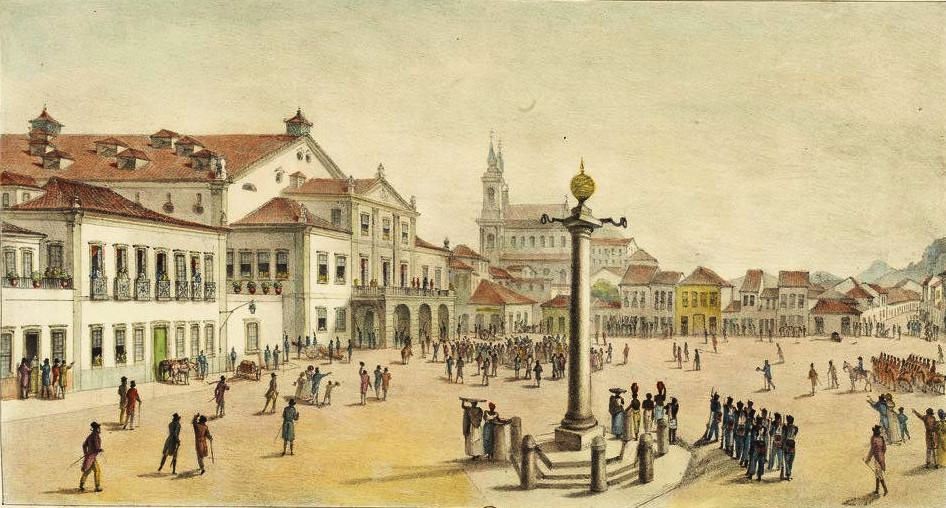
La piazza nel 1834. In primo piano c'è la gogna, mentre sullo sfondo si nota il teatro reale San Giovanni.

A partire dal 1808, la pizza iniziò ad essere chiamata Campo do Polé, dato che vi venne installata una gogna.
Nel 1821, il principe reggente, Dom Pedro de Alcântara (il futuro imperatore Pietro I), giurò fedeltà alla costituzione portoghese allora in fase di elaborazione sul balcone del teatro reale San Giovanni (dove oggi si trova il teatro João Caetano), nei pressi della piazza, pertanto quest'ultima prese il nome di Praça da Constituição ("Piazza della Costituzione").
Al suo centro fu inaugurata nel 1862 la statua equestre di Don Pietro I, su progetto di João Maximiano Mafra, eseguita dallo scultore francese Louis Rochet per volere dell'imperatore Pietro II del Brasile. Nel 1865, alla piazza vennero aggiunte quattro statue in stile classico che rappresentano le quattro virtù delle nazioni moderne: la Giustizia, la Libertà. l'Unione e la Fedeltà, realizzate in ghisa dalla fondazione Val d'Osne.
Nel 1872 fu inaugurato il teatro franco-brasiliano, oggi il teatro Carlos Gomes. Nel 1890, la piazza assunse la sua denominazione attuale per commemorare il centenario della morte del patriota Tiradentes, che sarebbe avvenuto due anni dopo. Joaquim José da Silva Xavier, detto Tiradentes, cospiratore e martire della cospirazione Mineira, fu giustiziato nelle vicinanze della piazza, all'angolo tra la rua Senhor dos Passos e l'avenida Passos.
Il 15 luglio 1889, in questo luogo avvenne un tentato assassinio dell'imperatore Pietro II il Magnanimo: l'episodio passò alla storia con il nome di "attentato di luglio".
Nel diciannovesimo secolo questa piazza era il centro della vita mondana e dello svago della città. Qui avevano sede il teatro São Pedro de Alcântara (oggi il teatro João Caetano), il teatro Variedades (demolito nel 1940), la sala da caffè-concerto Maison Moderne (demolita nel 1940) e il celebre ristorante Stadt Munchen,  che restava aperto fino all'alba per servire i clienti che uscivano dai teatri.

### Secoli XX e XXI

La piazza nel 1949.

Durante l'effervescenza culturale tra la fine del diciannovesimo secolo e l'inizio del ventesimo, la piazza venne soprannominata "punto delle cento réis" per i tram che tornavano dal quartiere della Muda. Alla fine del 1900, la cantante lirica brasiliana Bidu Sayão possedeva in una casa al numero civico 48 della piazza.
Nei suoi dintorni si trovano due dei teatri più importanti della capitale fluminense: il teatro Carlos Gomes e il teatro João Caetano. Sempre nei suoi dintorni si trovano alcuni locali tradizionali secolari, come il gabinetto reale di lettura portoghese, il negozio di scarpe Tic-Tac (divenuto famoso nel secondo dopoguerra per essersi specializzato nell'incastonare i chiodi di ferro nelle estremità delle suole delle scarpe), la Gafieira Estudantina e il bar Luiz, oltre ai locali non più esistenti, come la Camisaria Progresso. Era anche un celebre punto bohémien e a luci rosse della città, una tradizione che risaliva al diciannovesimo secolo e si estinse all'inizio del ventunesimo.
Alla fine del 2011, avvenne un'esplosione il ristorante "Filé Carioca", ai confini della piazza, che causò la morte di 3 persone e ferendone 17, provocando una grande ripercussione mediatica nazionale.

## Monumento a Pietro I

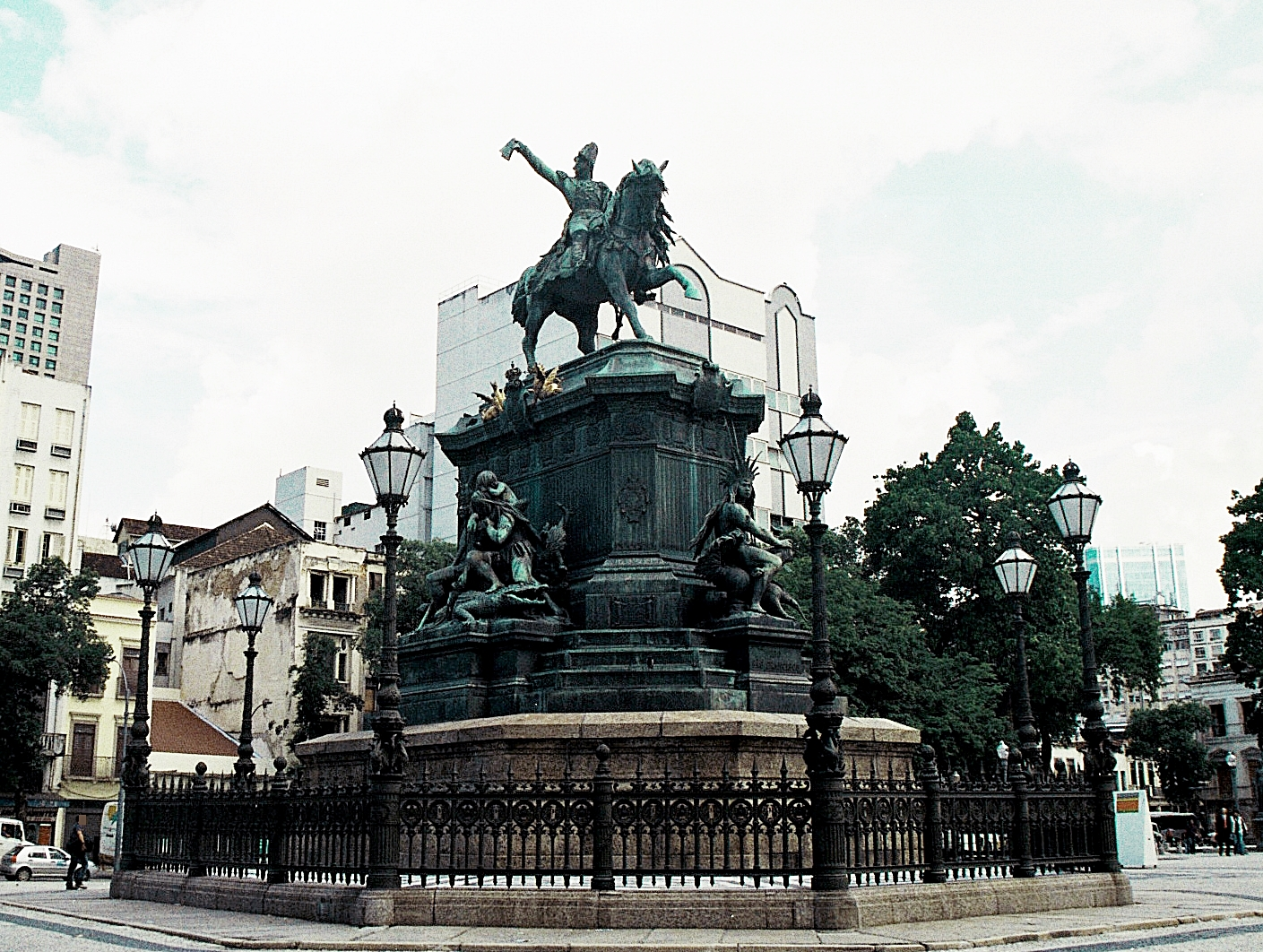
Il monumento a Pietro I del Brasile.

Il monumento principale della piazza è una statua equestre imponente di Pietro I, inaugurata nel 1862. La statua equestre mette in risalto la figura di Don Pietro I vestito con un'uniforme da generale, che tiene le redini del cavallo con la mano sinistra e alza il braccio destro. Il monumento è alto 15,7 metri: la base in muratura è alta 3,30 metri, la colonna nella quale si trovano le scene allegoriche 6,40 metri e la statua equestre 6 metri.
La scultura è fatta di granito, ferro e bronzo. Per quanto riguarda il significato, rappresenta il momento nel quale fu dichiarata l'indipendenza del Brasile, il 7 settembre del 1822. Sulle facce laterali sotto il monumento di Pietro I, si trova lo stemma di Braganza, in bronzo, vigilato da quattro dragoni d'oro. Nella decorazione del piedistallo sono scritti i nomi delle venti provincie del Brasile di allora, con una corona sopra ciascun nome. Nella parte superiore del fronte principale si trovano lo stemma dell'impero e l'iscrizione seguente:
Attorno al piedistallo si trovano quattro sculture bronzee che ritraggono degli indigeni con degli animali e che sono delle allegorie di quattro fiumi del paese: il Rio delle Amazzoni, il fiume Paraná, il fiume São Francisco e il fiume Madeira. Il monumento è circondato da una ringhiera metallica che presenta alternativamente la corona imperiale e le iniziali di Pietro I. Ogni angolo della ringhiera presenta una colonna ornata artisticamente, che sorregge un lampione a gas, sormontata da una corona. Sulle colonne sono incise su delle placche di bronzo alcune date importanti della vita del primo imperatore del Brasile. Ai lati del piedistallo si trovano dei mosaici che raffigurano lo stemma dell'impero brasiliano.